# Erasmushogeschool Brussel
El Colegio Erasmo de Bruselas (Erasmushogeschool Brussel en neerlandés o EhB) es un colegio universitario de Flandes. Con unos 4500 estudiantes es uno de los colegios más grandes en idioma neerlandés en Bruselas.
En 1995 se estableció el Colegio Erasmo de Bruselas de la fusión de varios colegios universitarios en la región de Bruselas.
El colegio tiene edificios en Jette, Bruselas-Capital, Etterbeek, Ixelles, Anderlecht, Sint-Jans-Molenbeek y Sint-Pieters-Woluwe.
Actualmente forma junto a la Universidad Libre de Bruselas la Asociación de Educación Superior de Bruselas.

## Estudios

### Campus Dansaert
- Bachelor en comunicaciones
- Bachelor en hotelería
- Bachelor en periodismo
- Bachelor en periodismo y recreación
- Bachelor en trabajo social
- Bachelor en gerencia de oficinas
- Master en turismo

### Educación
- Bachelor en educación: educación especial
- Bachelor en educación: educación para infantes
- Bachelor en educación: educación primaria
- Bachelor en enfermería
- Bachelor en alimentación y dietética
- Bachelor en servicios sociales

### Ciencias industriales y tecnológicas

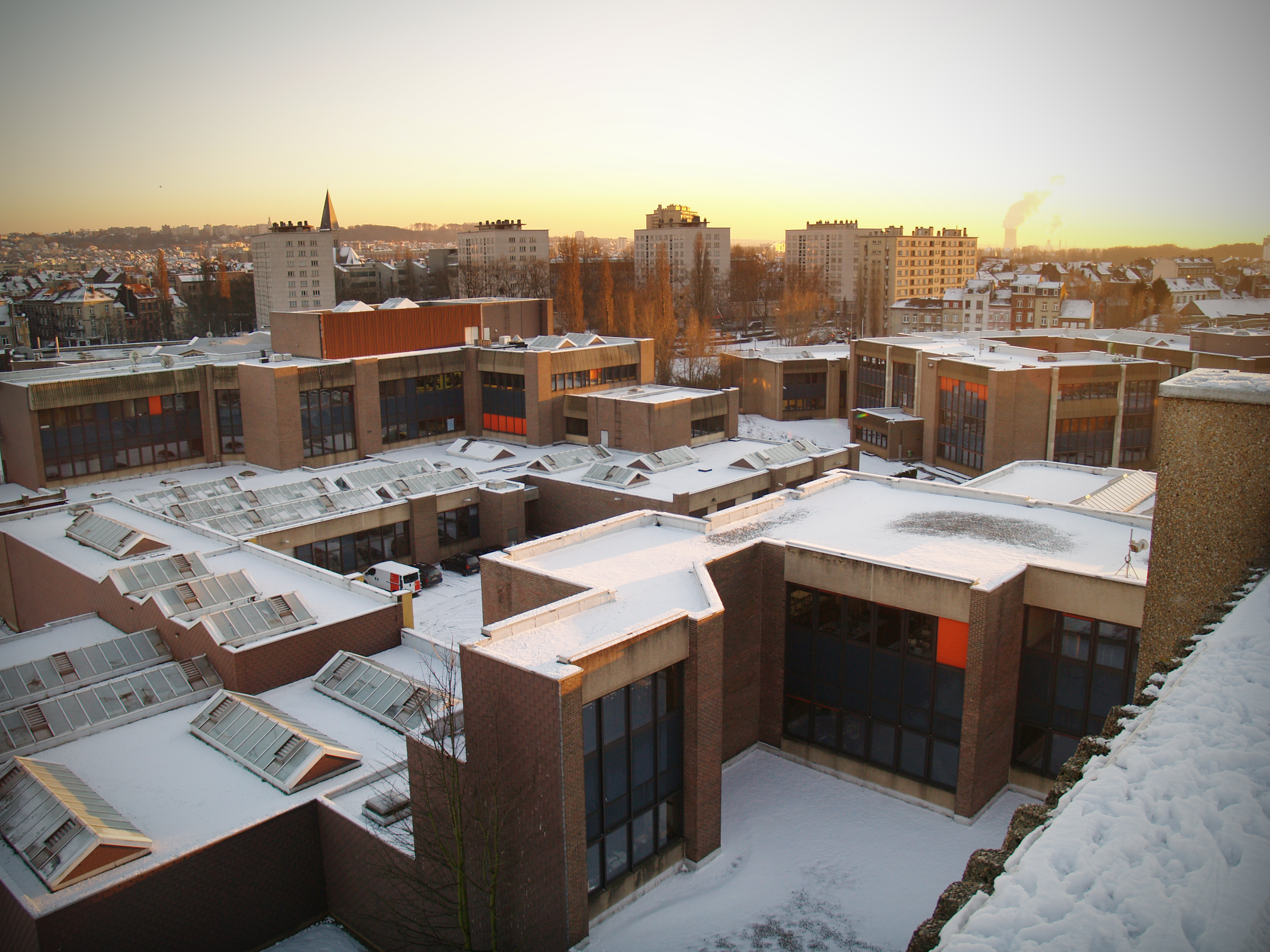
Campo de tecnología en Anderlecht

- Bachelor en multimedia y tecnología de la comunicación
- Bachelor en informática
- Bachelor en ciencias industriales
- Master en electromecánica
- Master en electrónica
- Master en urbanismo y planificación

### Conservatorio Real de Bruselas
Bachelor en música
Master en música

### Arte
- Bachelor en artes audioviduales
- Bachelor en técnicas audiovisuales: asistente
- Bachelor en técnicas audioviduales: montaje de imagen y sonido
- Bachelor en drama
- Master en drama
- Master en artes audiovisuales

### Lingüística aplicada
- Bachelor en lingüística aplicada
- Master en periodismo
- Master en interpretación
- Master en traducción

## Enlaces
- Wikimedia Commons alberga una categoría multimedia sobre Erasmushogeschool Brussel.
- Sitio del Colegio Universitario

- Datos: Q524713
- Multimedia: Erasmus Brussels University of Applied Sciences and Arts / Q524713